# К-6
К-6 — лёгкий почтовый самолёт конструкции К. А. Калинина.

## История
Строительство самолёта началось в 1929 году. Разрабатывали 2 варианта самолёта: бомбардировочный и почтовый варианты этого самолёта.
К-6 совершил свой первый полёт 9 августа 1930. Государственные испытания этого самолёта начались в 1931 году. Результаты показали невысокие лётные характеристики этого самолёта.
В июне 1931 года К-6 передали «Аэрофлоту», где он летал по маршруту Москва - Харьков, доставляя матрицы газеты «Правда».

## Конструкция
К-6 был дальнейшим развитием моделей К-4 и К-5. Фюзеляж сварной, из стальных труб. Эллиптическое крыло состыковано с фюзеляжем с помощью двух подкосов. На двигатель надет обтекатель, а на винт установлен кок. Экипаж самолёта состоял из двух человек — пилота и механика. Размещались они в открытой кабине, пилот — в передней её части, а механик — в задней. Машина поднимала от 240 до 400 кг почтовых грузов, что считалось вполне достаточным. Запас горючего в четырёх баках позволял находиться в воздухе до десяти часов. Самолёт имел радиостанцию и оборудование для ночных полётов.

## Лётные данные
| Размах крыла, м             | 17,5            |
| Длина, м                    | 11,65           |
| Площадь крыла, м2           | 48              |
| Масса пустого, кг           | 1720            |
| Максимальная взлётная, кг   | 2820            |
| Двигатель                   | Юпитер IV       |
| Мощность двигателя, л. с.   | 1×420           |
| Максимальная скорость, км/ч | 210             |
| Крейсерская скорость, км/ч  | 175             |
| Дальность, км               | 1250            |
| Потолок, м                  | 5600            |
| Экипаж                      | 2               |
| Полёзная нагрузка, кг       | до 400 кг почты |